# Сердюк Лесь Олександрович
Лесь (Олекса́ндр) Олекса́ндрович Сердю́к (* 14 жовтня 1940, Харків, Українська РСР — † 26 травня 2010, Київ, Україна) — український актор. Заслужений артист УРСР (1982). Народний артист України (1996). У російській фільмографії знаний як Олександр, адже ім'я Лесь (названий на честь Курбаса) було надто «націоналістичним».

## Життєпис
Народився 14 жовтня 1940 року у Харкові у сім'ї українського актора Олександра Сердюка і оперної співачки Анастасії Левицької.
1961 року закінчив Харківський театральний інститут.
У 1961—1964 — актор Харківського театру драми ім. Т. Г. Шевченка, у 1964—1965 — Ризького ТЮГу, в 1966—1970 — Київського академічного театру російської драми ім. Лесі Українки, з 1970 — Київської державної кіностудії ім. О. Довженка.
Із 2008 року — актор Національного академічного драматичного театру імені Івана Франка.
Дебютував у кіно 1965 року. Перший фільм — «Загибель ескадри» (1965), де знявся разом зі своїм батьком. Загалом актор знявся в понад 90 фільмах. Серед останніх «Пригоди на хуторі біля Диканьки» (2008), «Від любові до кохання» (2008), «Мамай» (2003). Остання робота, в якому глядачі могли бачити Леся Сердюка — фільм «Тарас Бульба» російського режисера В. Бортка, у стрічці Сердюк зіграв козака Товкача.
За роль у фільмі «Солом'яні дзвони» (1987) у 1988 році отримав приз за найкращу чоловічу роль на фестивалі у Карлових Варах.
Останньою роллю в театрі став спектакль «Остання стрічка Креппа».
Викладач акторської майстерності в Київському національному університеті театру, кіно і телебачення ім. Карпенка-Карого.
Одружувався кілька разів. Першою дружиною була акторка Ірина Буніна, з якою має спільну доньку — Анастасію Буніну, що теж стала акторкою.
Помер 26 травня 2010 року у віці 69 років у Києві через рак легень, який в актора було виявлено навесні 2009 року. Він проходив курс хімієтерапії в Києві, але безуспішно. Був похований 28 травня на Байковому кладовищі.

## Фільмографія
| фільм                              | рік     | роль                                                  |
| ---------------------------------- | ------- | ----------------------------------------------------- |
| Загибель ескадри                   | 1965    | Кобаха полковник                                      |
| Їх знали тільки в обличчя          | 1966    | Беллавіста                                            |
| Дві смерті (к/м фільм)             | 1967    | Петро                                                 |
| На Київському напрямку             | 1967    | Бурмістенко                                           |
| Експеримент доктора Абста          | 1968    | Бруно Горріта                                         |
| Мир хатам — війна палацам          | 1970    | Шерстюк                                               |
| Сеспель                            | 1970    |                                                       |
| В'язні Бомона                      | 1970    | Михайло                                               |
| Хліб і сіль                        | 1970    | Мар'ян Поляруш                                        |
| Жива вода                          | 1971    | Антон Дем'янович (роль озвучив актор Павло Морозенко) |
| Зоряний цвіт                       | 1971    | Трохим Ковальчук                                      |
| Інспектор карного розшуку          | 1971    | «Циган» Шарун Олексій Михайлович                      |
| Море нашої надії                   | 1971    | Єгор Гай                                              |
| Адреса вашого дому                 | 1972    | Іван Безсмертний                                      |
| Лаври                              | 1972    | Токовий                                               |
| Нічний мотоцикліст                 | 1972    | Савченко                                              |
| Абітурієнтка                       | 1973    | батько Галі Гриценко                                  |
| Як гартувалась сталь               | 1973    | Саломига                                              |
| Вогонь                             | 1973    | Свирид                                                |
| Чорний капітан                     | 1973    | Осип Забурунний                                       |
| Сполох                             | 1973    |                                                       |
| Рейс перший, рейс останній         | 1974    | Іван                                                  |
| Важкі поверхи                      | 1974    | Дев'ятов                                              |
| Буран                              | 1975    |                                                       |
| Я — Водолаз-2                      | 1975    | Слава Савченко                                        |
| Карпати, Карпати ...               | 1976    |                                                       |
| Дума про Ковпака                   | 1976    | Гулявий                                               |
| Свято печеної картоплі             | 1976    |                                                       |
| В ніч на 20-е                      | 1976    |                                                       |
| Народжена революцією               | 1974-77 | старшина Громов (роль озвучив актор Павло Морозенко)  |
| Любов і лють                       | 1978    |                                                       |
| Наталка Полтавка                   | 1978    | Микола                                                |
| Вавилон XX                         | 1979    | Данько                                                |
| Поїзд надзвичайного призначення    | 1979    | Степан                                                |
| Чекаю і сподіваюсь                 | 1980    |                                                       |
| Від Бугу до Вісли                  | 1980    | Москаленко                                            |
| Біля чортового лігва               | 1980    | Балабан                                               |
| Два дні у грудні                   | 1981    |                                                       |
| Така пізня, така тепла осінь       | 1981    | Мелентій і Іван Мелентієвич                           |
| Під свист куль                     | 1981    |                                                       |
| Бій на перехресті                  | 1981    | Муксун                                                |
| Зустріч біля високих снігів        | 1981    | Костянтин Зубов                                       |
| Зоряне відрядження                 | 1982    | Василь                                                |
| Подолання                          | 1982    |                                                       |
| Раптовий викид                     | 1983    | Олександр Тригорін                                    |
| Легенда про княгиню Ольгу          | 1983    | Святослав                                             |
| Провал операції «Велика ведмедиця» | 1983    | Рен                                                   |
| Добрі наміри                       | 1984    |                                                       |
| І чудова мить перемоги             | 1984    |                                                       |
| Батальйони просять вогню           | 1985    |                                                       |
| Вечорниці                          | 1985    |                                                       |
| Вина лейтенанта Некрасова          | 1985    |                                                       |
| Поклонись до землі                 | 1985    |                                                       |
| Жменяки                            | 1985    |                                                       |
| Джура — мисливець з Мін-Архара     | 1987    | Максимов                                              |
| Піддані революції                  | 1987    | Опанасенко                                            |
| Поки є час                         | 1987    | Йован                                                 |
| Солом'яні дзвони                   | 1987    | Василь Вільгота                                       |
| Гори димлять                       | 1988    | Мартин                                                |
| Марія (документальний фільм)       | 1988    |                                                       |
| На прив'язі біля злітної смуги     | 1989    |                                                       |
| Годинникар і курка                 | 1989    |                                                       |
| Далі польоту стріли                | 1990    |                                                       |
| Мої люди                           | 1990    |                                                       |
| Небилиці про Івана                 | 1990    |                                                       |
| Не відстріляна музика              | 1990    | Валерій                                               |
| Яри                                | 1990    | козак Єршов                                           |
| Дике поле                          | 1991    | Кінь-Голова                                           |
| Люк                                | 1991    | запорожець                                            |
| Подарунок на іменини               | 1991    |                                                       |
| Амерікен бой                       | 1992    | Офіціант «Зодіаку»                                    |
| Догори ногами                      | 1992    | Жебрак                                                |
| По-модному                         | 1992    |                                                       |
| Гетьманські клейноди               | 1993    |                                                       |
| Місяцева зозулька                  | 1993    | Коля-рибалка                                          |
| Партитура на могильному камені     | 1995    |                                                       |
| Страчені світанки                  | 1996    |                                                       |
| Операція «Контракт»                | 1997    | полковник Герасименко                                 |
| Роксолана 1. Настуня               | 1997    | Касим-паша                                            |
| Роксолана 2. Кохана дружина Халіфа | 1997    | Касим-паша                                            |
| Козача бувальщина                  | 1999    | Кость Верболіз                                        |
| Молитва за гетьмана Мазепу         | 2001    | гетьман Самойлович                                    |
| Слід перевертня                    | 2001    | Опанас                                                |
| Лялька                             | 2002    | Дворцов                                               |
| Мамай                              | 2003    |                                                       |
| Таємниця «Святого Патрика»         | 2006    | Федір Соломатін                                       |
| Міни у фарватері                   | 2008    | доглядач маяка                                        |
| Від любові до кохання              | 2008    | дід Тарас                                             |
| Пригоди на хуторі біля Диканьки    | 2008    | Бурлюк                                                |
| Тарас Бульба                       | 2009    | Дмитро Товкач                                         |

## Вшанування
У Харкові у 2016 році в рамках декомунізації з'явилась вулиця Леся Сердюка.
У Києві в грудні 2022 році безіменному скверу на вулиці Кубанської України, 27-31 у Деснянському районі надано ім'я Леся Сердюка.

## Звання та нагороди
- Заслужений артист УРСР (1982).
- Народний артист України (1996)[6]
- Член-кореспондент Академії мистецтв України (1997)[7]
- Приз за найкращу чоловічу роль в фільмі «Солом'яні дзвони» на МКФ в Карлових Варах (1988, Чехословаччина).